# アシャーノ
アシャーノ (伊: Asciano) は、イタリア共和国トスカーナ州シエーナ県にある、人口約6,800人の基礎自治体（コムーネ）。

## 地理

### 位置・広がり

#### 隣接コムーネ
隣接するコムーネは以下の通り。
- ブオンコンヴェント
- カステルヌオーヴォ・ベラルデンガ
- モンタルチーノ (サン・ジョヴァンニ・ダッソ)
- モンテローニ・ダルビア
- ラポラーノ・テルメ、
- シエーナ
- シナルンガ
- トレクアンダ

### 気候分類・地震分類
アシャーノにおけるイタリアの気候分類 (it) および度日は、zona D, 1687 GGである。
また、イタリアの地震リスク階級 (it) では、zona 3 (sismicità bassa) に分類される。

## 行政

### 分離集落
アシャーノには、以下の分離集落（フラツィオーネ）がある。
- Arbia, Chiusure, Castelnuovo Scalo, Torre a Castello